# Friedrich von Wurmb
Friedrich von Wurmb (Wolkramshausen, 2 luglio 1742 – Giacarta, marzo 1781) è stato un naturalista tedesco.
Fu un membro della nobile famiglia von Wurmb. Sia lui che il fratello maggiore Ludwig si innamorarono della stessa donna, così che Friedrich, dopo un lungo periodo di indecisione, decise di emigrare lasciando l'amata al fratello. Entrato nella Compagnia olandese delle Indie orientali si spostò prima ad Amsterdam e in seguito a Batavia, l'odierna Giakarta. La sorella di un suo cognato, Friedrich Schiller, scrisse un romanzo breve sulla sua vicenda intitolato Un gesto magnanimo (Eine Grossmütige Handlung).
In biologia è conosciuto per la tassonomia delle palme e per gli studi sull'orango del Borneo. Il genere Wurmbea, nella famiglia delle Colchicaceae, è stato chiamato in suo onore.